# Bruno Jordão
Bruno André Cavaco Jordão (* 12. Oktober 1998 in Marinha Grande) ist ein portugiesischer Fußballspieler, der beim polnischen Verein Radomiak Radom unter Vertrag steht. 

## Karriere

### Vereinskarriere
Jordão begann seine Karriere bei UD Leiria. Er wurde in der Saison 2015/16 der jüngste Spieler und Torschütze aller Zeiten im Campeonato de Portugal (dritthöchste Spielklasse) und wechselte im Juli 2016 zu Sporting Braga. Nach einem Jahr in der zweiten Mannschaft von Braga wechselte er mit Teamkollege Pedro Neto für zwei Jahre auf Leihbasis zu Lazio Rom nach Italien, mit einer Verpflichtung zum anschließenden Kauf für insgesamt 26 Millionen Euro. Er trat Anfang für die Jugendmannschaft des Vereins an und bestritt nur drei Spiele für den Klub in der Serie A. Seinen ersten Auftritt hatte er am 17. Februar 2019 bei der 1:2-Auswärtsniederlage gegen CFC Genua, als er die letzten 18 Minuten anstelle von Ștefan Radu spielte.
Am 2. August 2019 unterschrieb Jordão beim Premier-League-Klub Wolverhampton Wanderers einen Vertrag. Sein Debüt für die Wolves gab er am 25. September in der dritten Runde des EFL-Cups gegen Reading FC, wo er kurz nach seinem Treffer verletzungsbedingt ausschied. Am letzten Premier-League-Spieltag der Saison gab er als Einwechselspieler beim Auswärtsspiel gegen den FC Chelsea sein Debüt in der Liga. Am 8. September 2020 wechselte Jordão auf Leihbasis für eine Saison zurück in sein Heimatland zum FC Famalicão. Am 18. Oktober erzielte er beim 3:3-Unentschieden bei SC Farense mit einem Lauf aus der eigenen Hälfte sein erstes Tor in der ersten Liga.
Am 31. Januar 2022 wechselte Jordão auf Leihbasis für den Rest der Saison 2021/22 zum Grasshopper Club Zürich in die Schweizer Super League. Sein Debüt für den Verein gab er am 5. Februar 2022 beim Stadtderby gegen den FC Zürich, welches mit 1:3 verloren ging. Im Sommer 2022 wurde er an CD Santa Clara verliehen. Ein Jahr später kehrte er zu den Eolves zurück. Anfang Februar 2024 wurde sein Vertrag in Wolverhampton aufgelöst. Insgesamt bestritt er in der ganzen Zeit je ein Spiel in der Liga, in der Europa League, im Pokal und im Ligapokal für Wolverhampton. 
Am Folgetag unterschrieb er einen Vertrag beim polnischen Erstligisten Radomiak Radom einen Vertrag mit einer Laufzeit bis zu der Saison 2025/26. Im Rest der Saison bestritt er 13 von 15 möglichen Ligaspielen.

### Nationalmannschaft
Jordão durchlief die verschiedenen portugiesischen Jugendnationalmannschaften. Er wurde im Mai 2018 zum ersten Mal in die portugiesische U21-Nationalmannschaft berufen, und zwar vor einem Freundschaftsspiel gegen Italien in Estoril. Beim 3:2-Sieg am 25. Mai wurde er in der Halbzeit für Stephen Eustáquio eingewechselt.